# Perissasterias obtusispina
Perissasterias obtusispina är en sjöstjärneart som beskrevs av Hubert Lyman Clark 1926. Perissasterias obtusispina ingår i släktet Perissasterias och familjen trollsjöstjärnor. Inga underarter finns listade i Catalogue of Life.